# 혼영

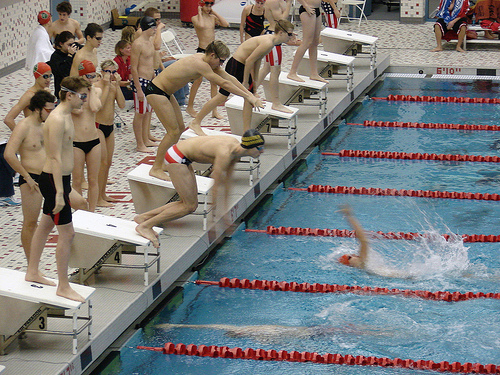

혼영(混泳, 문화어: 섞음헤염)은 접영, 배영, 평영, 자유형 순서로 각 종목을 모두 구사하는 것을 말한다. 개인 혼영, 단체 혼영(혼계영) 등의 종목이 있으며 개인 혼영은 각 영법을 개인이 모두 구사하여 완주하는 것이고, 단체 혼영(혼계영)은 총 4명의 선수가 한명씩 배영, 평영, 접영, 자유형 순으로 완주하는 것을 말한다.

## 개인 혼영
개인 혼영은 네 가지 영법을 써서 경기의 4분의 1씩 정해진 순서로 수영하는 경기이다.
1. 접영
2. 배영
3. 평영
4. 자유형 - 접영, 평영, 배영이 아닌 다른 영법을 사용하면 되나, 대부분 크롤 영법을 사용한다.

## 혼계영
혼계영은 4명의 다른 수영 선수로 릴레이 경주에서, 각각 4가지 영법 중 하나를 사용하는 경기 종목이다. 개인 혼영과 달리 첫 주자의 영법으로 배영이 사용된다.
1. 배영
2. 평영
3. 접영
4. 자유형 - 접영, 평영, 배영이 아닌 다른 영법을 사용하면 되나, 대부분 크롤 영법을 사용한다.

## 역사
1952년 이전에 접영은 평영으로부터 분리된 영법으로 정의되지 않았으므로 메들리 레이스(혼영 경주)는 오직 3개의 스타일만 사용했다: 배영, 평영, 자유형. 미국에서 일부 1953년 메들리 레이스는 접영을 포함했으며 1954년부터 아마추어 경기 연맹을 통해 이를 의무화했다.

## 같이 보기
- 수영 세계 기록 목록